# سكة حديد قناة بنما
سكة حديد قناة بنما Panama Canal Railway هي خط سكة حديد يربط المحيط الأطلنطي بالمحيط الهادي عبر بنما في أمريكا الوسطى. كانت مملوكة من قبل سكة حديد مدينة كانساسالغربية. يبلغ طول السكة 47.6 ميلا أي 76.6 كم عبر برزخ بنما بدءا من مدينة كولون وحتى مدينة بنما، مارة ببحيرة غاتون وبوخيو وبارباكواس وماتاشين وسوميت.
وكان إنشاء السكة يمثل أهمية مصيرية لإنشاء قناة بنما فيما بعد نصف قرن لاحقا. وكان الهدف من إنشاءها حينذاك هو سرعة الوصول إلى كاليفورنياالتي ظهرت فيها حمى البحث عن الذهب في عام 1849. بدأ البناء بها عام 1850 وأقلع أول قطار عليها في يناير 1855.

## معرض صور

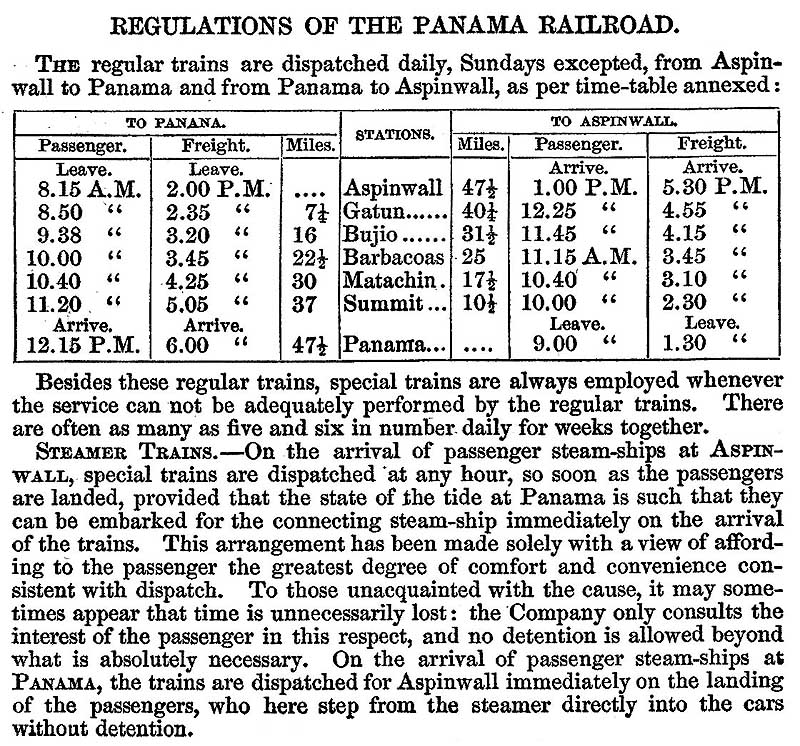
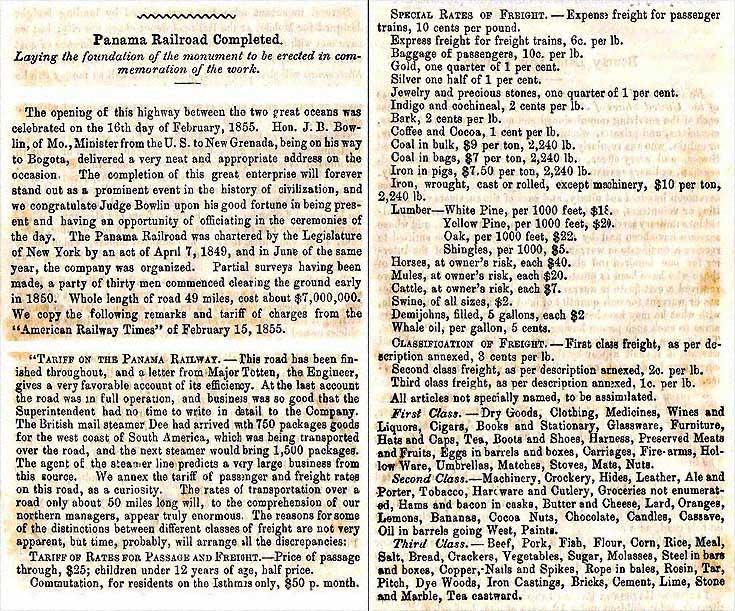
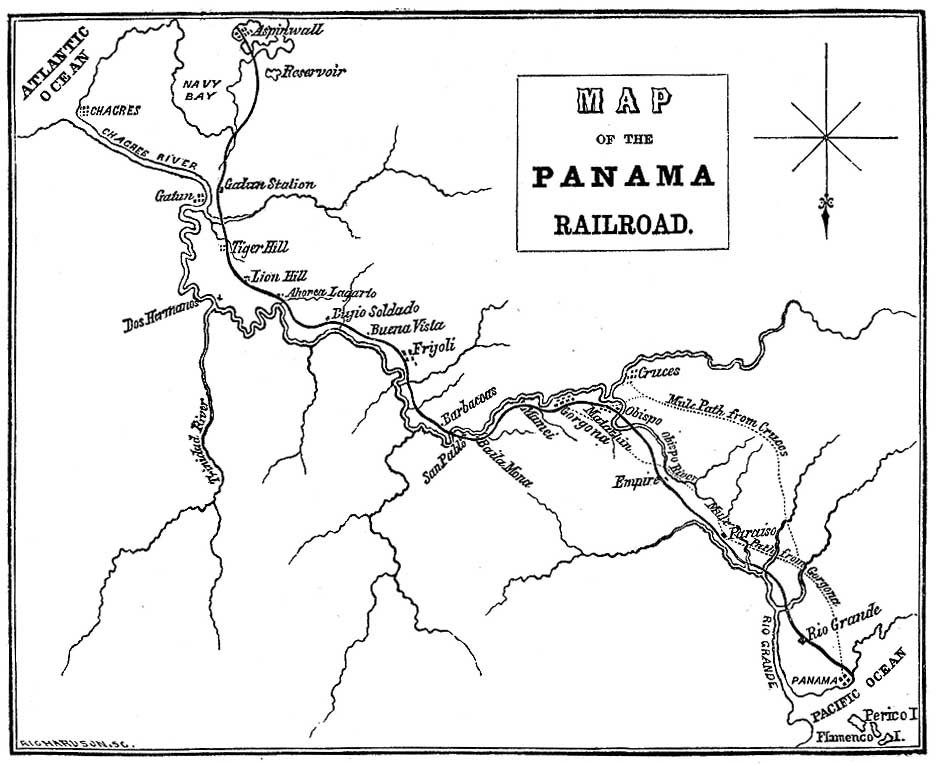
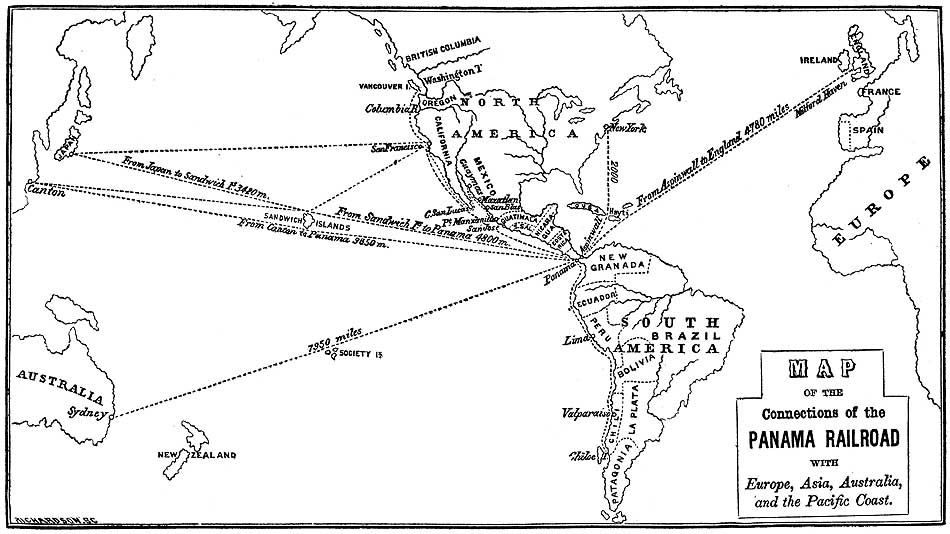